# Loma Pedregosa
Loma Pedregosa är en ort i Mexiko.   Den ligger i kommunen Camarón de Tejeda och delstaten Veracruz, i den sydöstra delen av landet, 280 km öster om huvudstaden Mexico City. Loma Pedregosa ligger 211 meter över havet och antalet invånare är 288.
Terrängen runt Loma Pedregosa är lite kuperad, och sluttar brant österut. Runt Loma Pedregosa är det ganska glesbefolkat, med 40 invånare per kvadratkilometer. Närmaste större samhälle är Soledad de Doblado, 10,2 km öster om Loma Pedregosa. Omgivningarna runt Loma Pedregosa är en mosaik av jordbruksmark och naturlig växtlighet.